# Liste der Museen in Tirol
Die  Liste der Museen in Tirol gibt einen Überblick über aktuelle und ehemalige Museen in dem österreichischen Bundesland Tirol.

## Museen nach Bezirk bzw. Statutarstadt
- Liste der Museen in Innsbruck
- Liste der Museen im Bezirk Innsbruck-Land
- Liste der Museen im Bezirk Kitzbühel
- Liste der Museen im Bezirk Landeck
- Liste der Museen im Bezirk Lienz
- Liste der Museen im Bezirk Reutte

## Weitere Bezirke

### Bezirk Imst
- Imst
  - Museum im Ballhaus
- Stams
  - Stift Stams

### Bezirk Kufstein
- Ebbs
  - Fohlenhof Ebbs
- Kramsach
  - Museum Tiroler Bauernhöfe
- Rattenberg
  - Augustinermuseum Rattenberg

### Bezirk Schwaz
- Eben am Achensee
  - Notburga-Museum
- Jenbach
  - Jenbacher Museum
- Stans
  - Schloss Tratzberg
- Schwaz
  - Museum der Stadt Schwaz Schloss Freundsberg
  - Museum der Völker
  - Schwazer Silberbergwerk
  - Zeiss-Planetarium Schwaz
- Vomp
  - Naturparkhaus Hinterriß